# Lady Godiva (Collier)
Lady Godiva is een schilderij van de laat-prerafaëlitische Engelse kunstschilder John Collier, gemaakt in 1898, 142,2 × 183 centimeter groot. Het toont de adellijke Lady Godiva, die volgens de legende naakt door de straten van Coventry reed teneinde haar man te bewegen de belastingen te verlagen. Het werk bevindt zich sinds 1937 in de collectie van de Herbert Art Gallery and Museum te Coventry.

## Inspiratie

### Legende van Godiva
Collier liet zich voor zijn schilderij inspireren door de oude Angelsakisische legende van 'Lady Godiva'. De oudst bekende versie van dit verhaal werd opgetekend door Roger van Wendover, in diens anekdotische werk Flores Historiarum (Circa 1235).
Godiva was de mooie echtgenote van Leofric, graaf van Mercia en heer van Coventry (968 - 1057). De bevolking had hevig te lijden onder de belastingdruk en Godiva verzocht haar man keer op keer de belastingen te verlagen, maar deze weigerde steeds. Op den duur werd hij haar smeekbedes beu en zei hij voor de grap dat hij haar verzoek zou inwilligen als zij te paard naakt door de stad zou rijden. Lady Godiva ging daarop in. Leofric hield zich aan zijn woord en maakte een eind aan de hoge belastingen.
Latere versies van Richard Grafton (1511-1572) en Thomas Percy (1729-1811) vermelden dat de inwoners van Coventry verordonneerd werd om tijdens Godiva's rit thuis te blijven, "de deuren te sluiten en de ramen te blinderen". Een kleermaker met de naam Tom zou echter heimelijk door de kieren van de blindering naar buiten hebben gekeken. Vervolgens zou hij voor straf blind zijn geworden. De Engelstalige benaming "peeping Tom" voor een voyeur vindt haar oorsprong in dit verhaal.
De figuur van Godiva kreeg later een soort Robin Hood-achtige status, als edelvrouw die opkwam voor de armen.

### Gedicht van Tennyson
De romantische Engelse dichter Alfred Tennyson zette in 1820 de legende over Godiva om in een gedicht. Tennysons werk was erg populair bij prerafaëlitische schilders. Met name Colliers grote voorbeeld John Everett Millais zou diverse van Tennysons poëmen als thema kiezen voor zijn werk. In navolging van Millais liet ook Collier zich meerdere malen door Tennyson inspireren, onder meer in het hier besproken werk.
Tennysons beschreef Godiva's rit door de verlaten straten van Coventry als volgt:
| Originele Engelstalige tekst Then she rode forth, clothed on with chastity The deep air listen'd round her as she rode, And all the low wind hardly breathed for fear | Vertaling En voorwaarts reed ze, gekleed met haar kuisheid, De zware lucht luisterend om haar, toen ze reed, En de zachte wind nauwelijks ademend van angst. |

De zinsnede "Then she rode forth, clothed on with chastity" werd later in catalogi veelal als subtitel gebruikt bij Colliers schilderij.

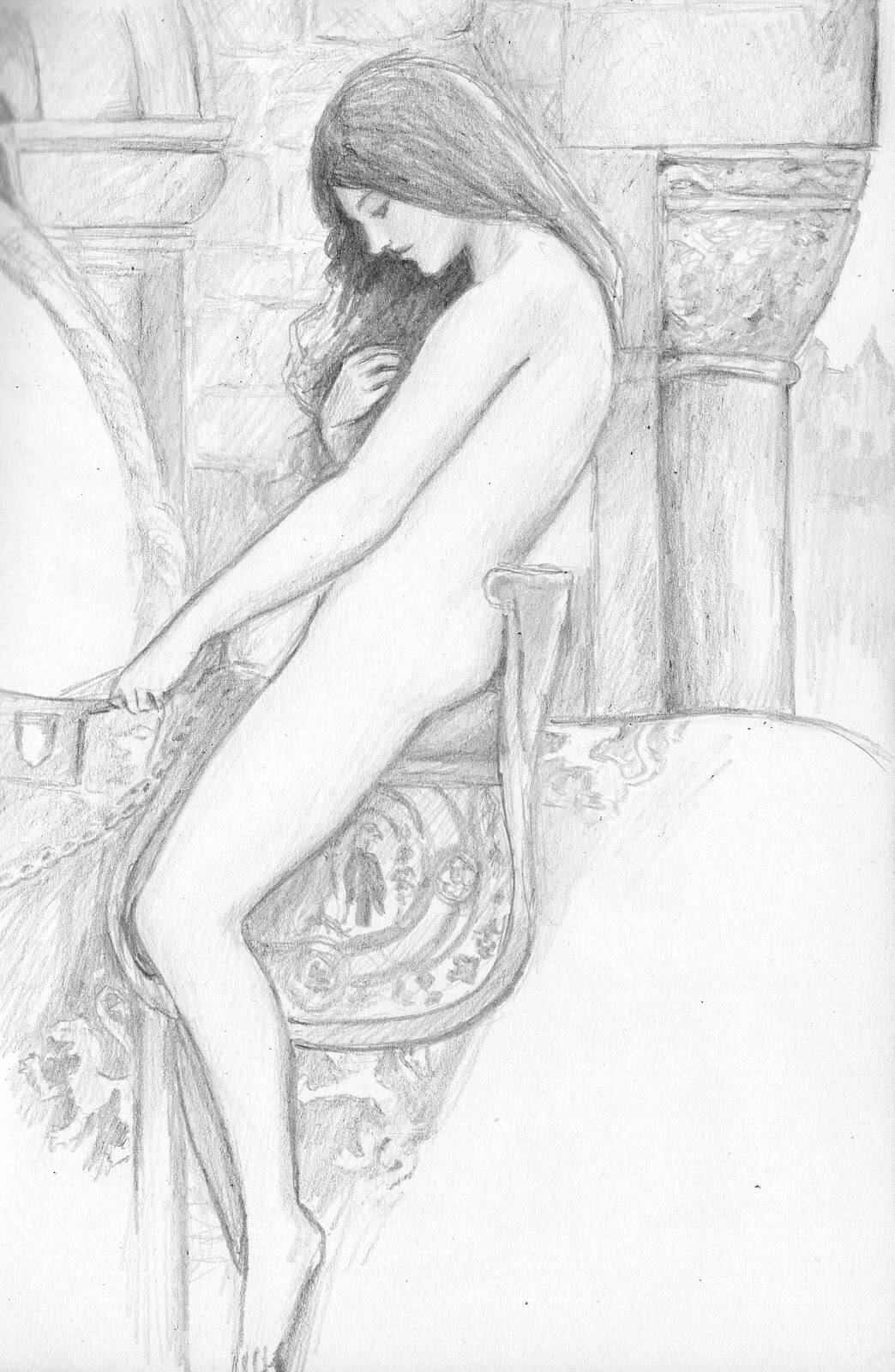
Studie, 1897-1898.

## Interpretatie van Collier
In weerwil van Tennysons referentie aan kuisheid legt Collier in zijn weergave een sterke nadruk op de sensualiteit van het tafereel. Tegelijkertijd laat hij deze echter nadrukkelijk contrasteren met de deemoedige houding van de jonge vrouw op het paard. De rug is niet gerecht, de blik richt zich deemoedig naar beneden. Niettemin wordt het oog van de kijker nadrukkelijk getrokken naar de pracht van Godiva’s naaktheid, hetgeen versterkt wordt door de desolate omgeving met de verlaten straten, tegen de achtergrond van de massieve Middeleeuwse gebouwen. Het verleent het geheel een gevoel van tijdeloosheid. Godiva bevindt zich direct voor St. Michaels Cathedral, waarvan volgens de legende de klokken begonnen te luiden toen ze haar rit begon.
De kunstenaar gebruikt bewust de schoonheid van de jonge vrouw om het bedoelde dramatische effect van zijn werk te versterken, zoals de prerafaelieten en symbolisten dat in die tijd vaker deden. Haar lichaam en de fluweelachtige huid, alsook de texturen, zijn met een uitzonderlijke technisch vaardigheid weergegeven. De focus op haar naaktheid kan daarbij gezien worden als een ageren tegen de Victoriaanse normen, net zoals het thema van Godiva in symbolische zin opgevat kan worden als een aanklacht tegen de wijze waarop in het Victoriaanse tijdperk werd omgegaan met de armen.
De uitwerking van het schilderij is klassiek-conservatief te noemen, sterk realistisch, in een door Millais beïnvloede stijl, met veel aandacht voor detail. Onderscheidend is echter de bijzondere kleurstelling, waarbij de sterk belichtte huid en de felrode equipage van het paard, tegen de ietwat grauwe achtergrond, voor een uitzonderlijke harmonie zorgen. De afgewogen eenvoud van de compositie benadrukt eens te meer Godiva's onschuld en grootmoedigheid, maar versterkt tegelijkertijd haar onweerstaanbare aantrekkingskracht.
Het schilderij is weergegeven vanuit een relatief laag gezichtspunt, alsof de kijker zelf aanwezig is en het tafereel persoonlijk gadeslaat. Verondersteld wordt dat Collier het gezichtspunt van 'peeping Thom' heeft willen weergeven, die direct na deze aanblik door blindheid werd getroffen. De ootmoed van Godiva’s grootmoedige actie overheerst het onweerstaanbare van haar naakte schoonheid. De kracht van Colliers 'Godiva' ligt precies in de uitbeelding van deze spanning.

## Versies van tijdgenoten
In de tweede helft van de negentiende eeuw was de legende van Godiva, mede dankzij Tennysons gedicht, erg populair bij kunstenaars. Bekende schilders die het thema in die periode tot onderwerp maakten waren onder andere Edmund Leighton, Alfred Joseph Woolmer en Jules Joseph Lefebvre. Ook de Belgische kunstschilder Jozef Van Lerius nam de legende tot thema.

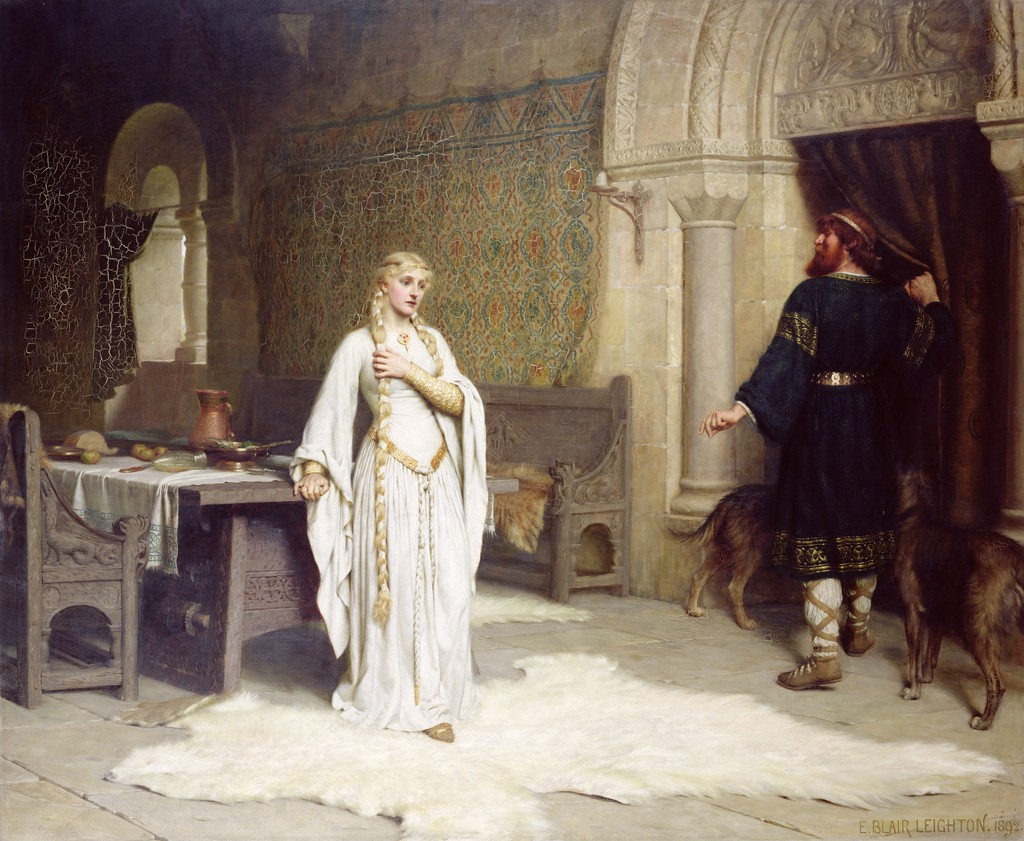
Leighton, 1892
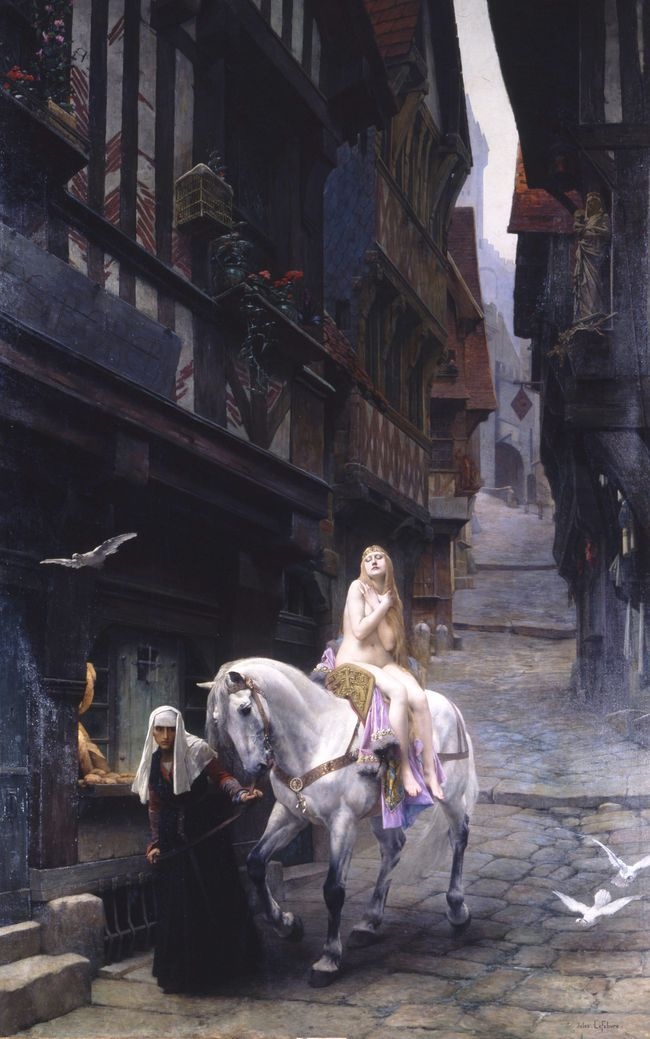
Lefebvre, 1891
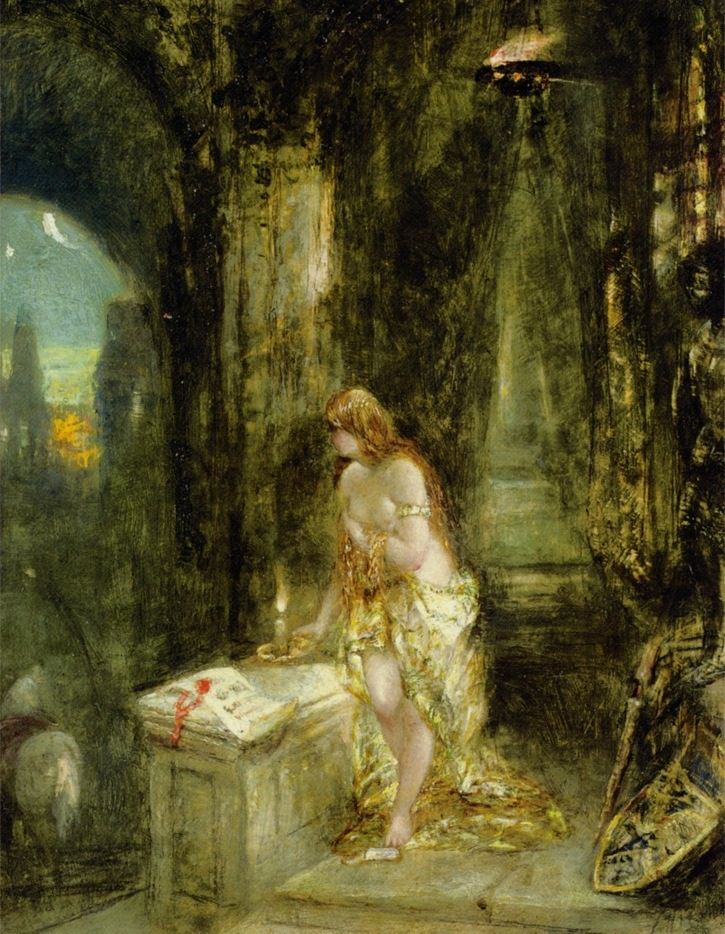
Woolmer, ca. 1880
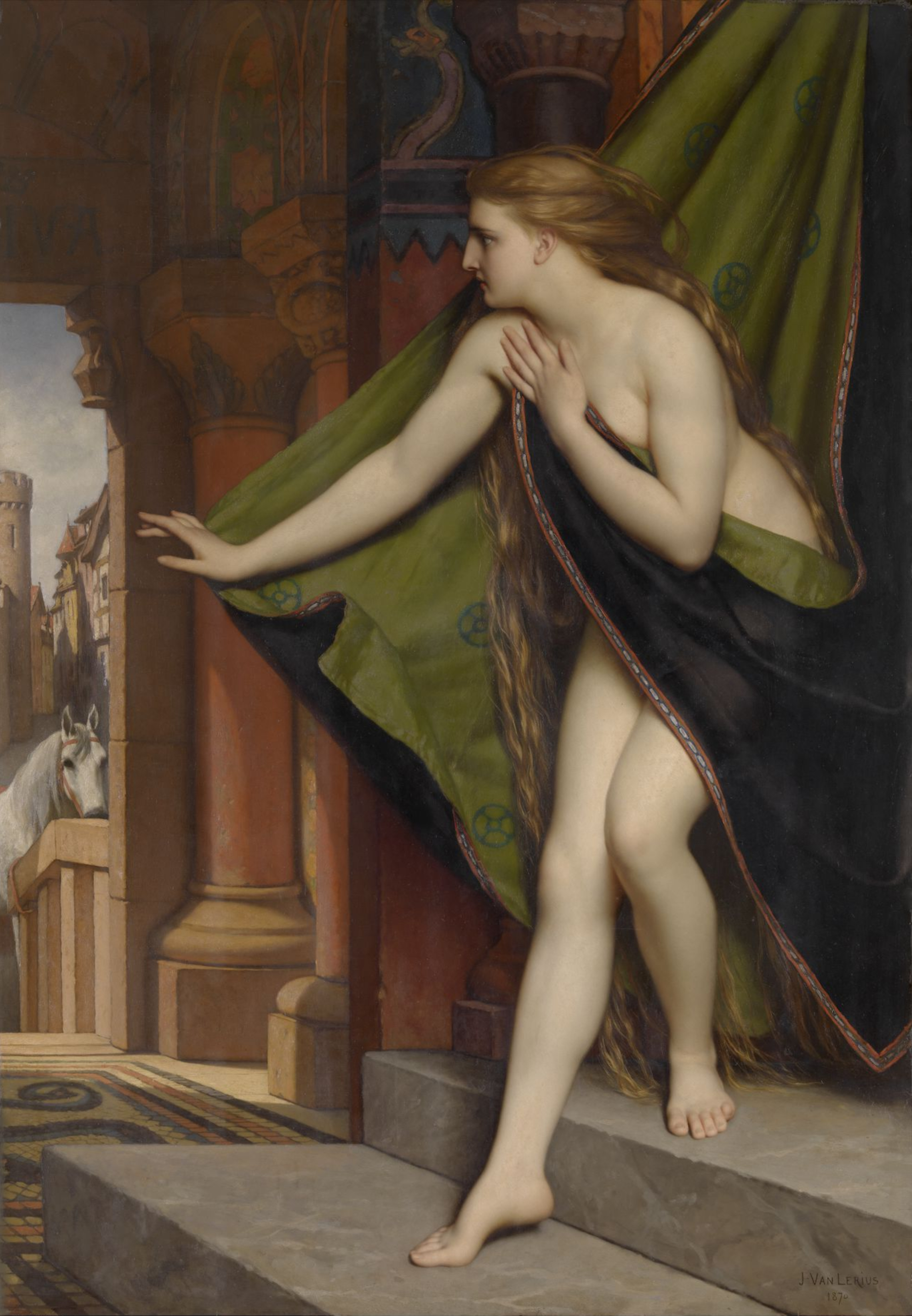
Van Lerius, 1870